# Nansen-palack

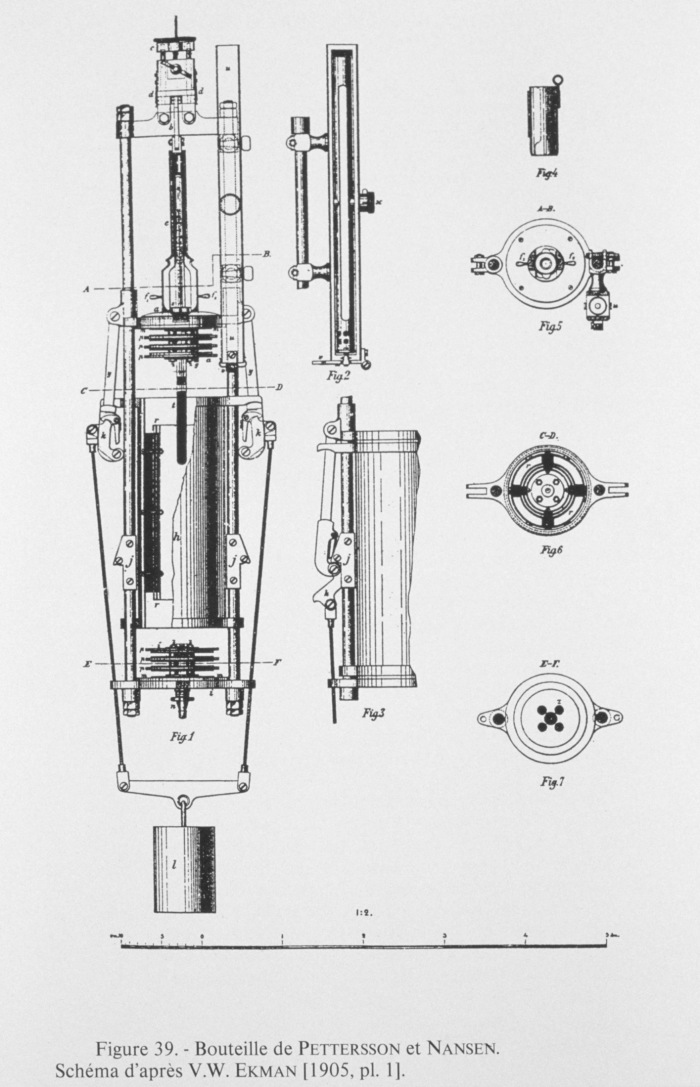
A Nansen-palack rajza

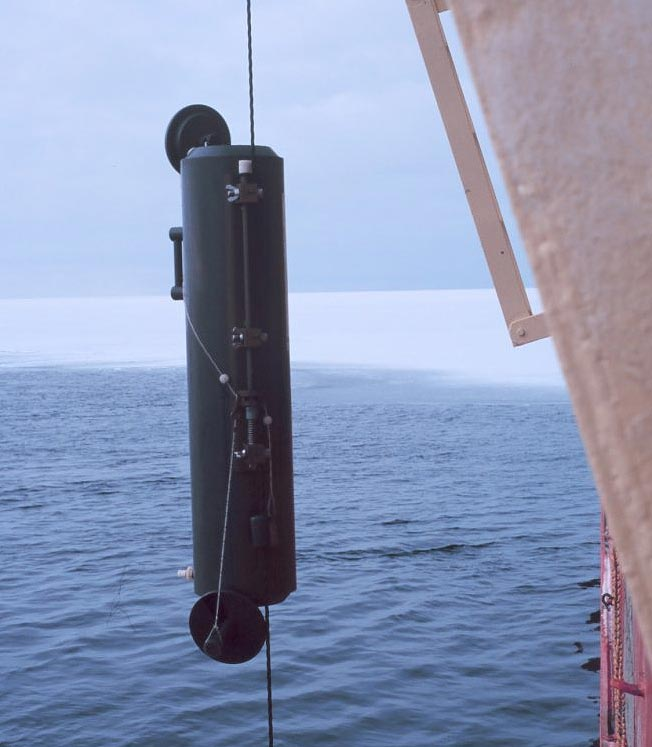
A manapság használt Niskin-palack

A Nansen-palack meghatározott mélységben lévő tengervíz mintavételére szolgál. 
A palack szája csak a beállított mélységben nyílik ki, amit egy súly leeresztésével érnek el. A palackhoz speciális higanyos hőmérő is kapcsolható, így meg lehet mérni a tengervíz hőmérsékletét az adott mélységben.
A Nansen-palack a nevét Fridtjof Nansen norvég sarkkutató, tengerkutató után kapta, aki 1910-ben használta először. A palackot 1966-ban Shale Niskin fejlesztette tovább, a manapság használt, mintavételre szolgáló palackot ezért Niskin-palacknak nevezik.